# Chaichahuén
Chaicahuen corresponde a una localidad rural cerca de Crucero en la comuna de Río Bueno, Provincia del Ranco, Región de Los Ríos, Chile.

## Historia
Antiguo asentamiento mapuche-huilliche de los denominados huilliches serranos, que en las inmediaciones del Río Chaichahuén en el año 1772 el lonco Caniulef tenía 35 casas. 
Gran parte de estas tierras y sus ganados fueron adquiridas por españoles tras el Parlamento de Las Canoas en 1773 junto a Rahue, en Osorno.

## Turismo
En esta localidad no existen servicios de alojamiento registrados.

## Accesibilidad y transporte
A esta localidad se accede a través de la Ruta T-939 que une a las localidades de Crucero y Filuco y se encuentra a una distancia de 28,6 km de Río Bueno.